# Процесс над ведьмами в Фульде

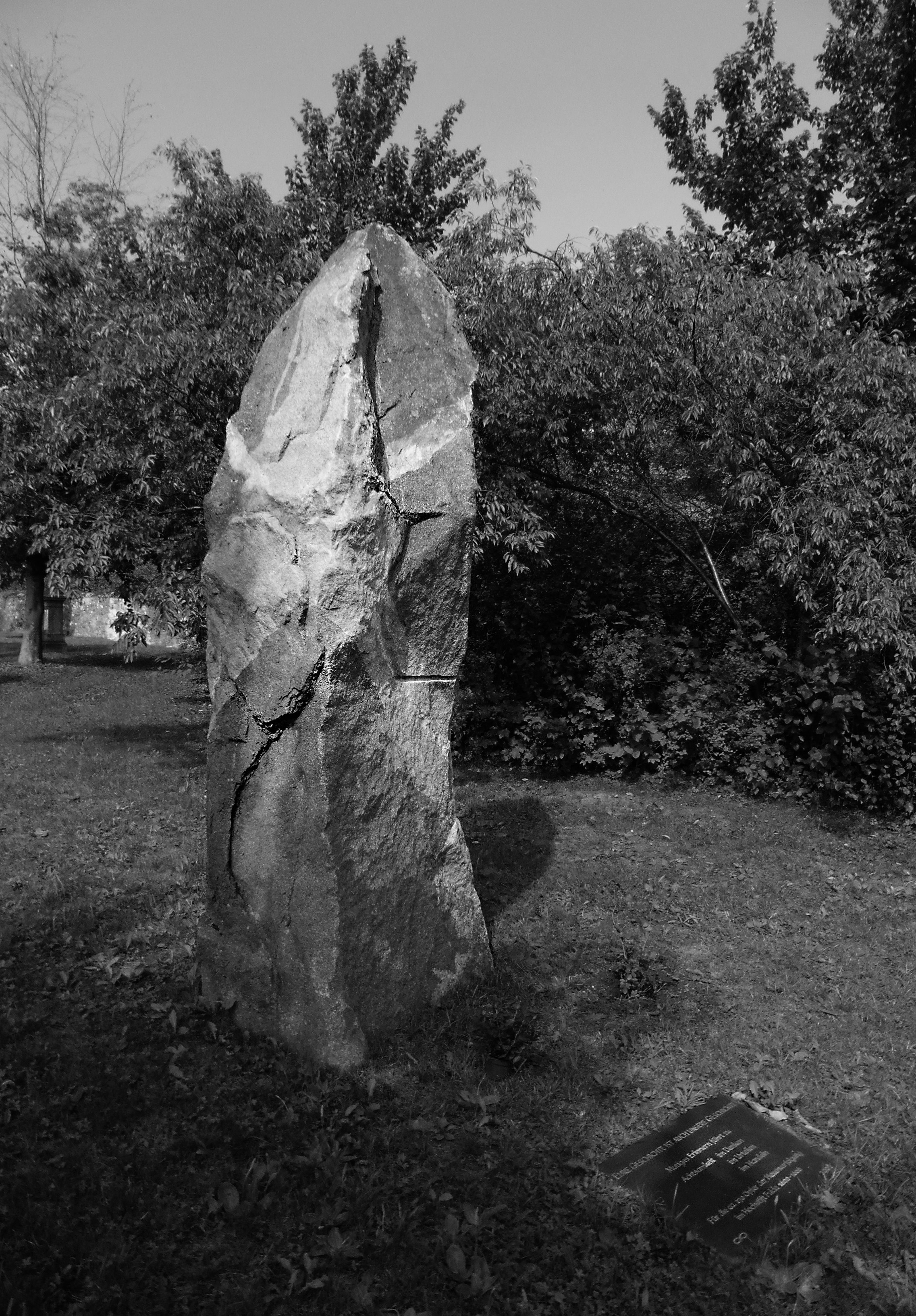
Мемориал в Фульде, посвящённый ведовскому процессу, был установлен в 2008 году

Ведовской процесс в Фульде проходил с 1603 по 1606 годы в Фульде. Процесс был начат по инициативе князя-аббата Бальтазара фон Дернбаха и стал одним из масштабных ведовских процессов, проходивших на территории Священной Римской империи.
Принято считать, что процесс был начат из-за политики контрреформации, которую проводил Фон Дернбах. Аресты подозреваемых проводились под руководством одного из его сторонников Бальтазара Нусса. По разным данным было казнено более 200 человек, среди которых была Мерга Бьен, молодая богатая горожанка, обвинённая в колдовстве.
Процесс прекратился после смерти Фон Дернбаха в марте 1606 года, а главный обвинитель Нусс был арестован и помещён в тюрьму. Спустя 12 лет, в 1618 году он был обезглавлен по обвинению в незаконном обогащении.